# 1986 في رومانيا
فيما يلي قوائم الأحداث التي وقعت خلال عام 1986 في رومانيا.

## رياضة
- 1 يناير – كأس السوبر الأوروبي 1986 الفائز نادي ستيوا بوخارست.

## مواليد

### يناير
- 11 يناير – أوانا بان لاعبة جمباز فني رومانية.

### فبراير
- 9 فبراير – تشيبريان تاتاروشانو لاعب كرة قدم روماني.
- 13 فبراير – كريستيان فينيسي لاعب كرة يد روماني.
- 16 فبراير – تشيبريان دياك لاعب كرة قدم روماني.

### مارس
- 4 مارس – سردجان لوتشن لاعب كرة قدم روماني.
- 16 مارس – ديليا سيسسيورينو لاعبة كرة مضرب رومانية.
- 23 مارس – فيكتور ماجوريل أناجناستوبول لاعب كرة مضرب روماني.

### أبريل
- 24 أبريل – كريستينا جورجي لاعبة كرة يد رومانية.

### مايو
- 8 مايو – أدريان روبوتان لاعب كرة قدم روماني.
- 11 مايو – اياسمين لاتوفليفيتش لاعب كرة قدم روماني.

### يونيو
- 2 يونيو – سيباستيان أكيم لاعب كرة قدم روماني.
- 7 يونيو – لازلو سيبسي لاعب كرة قدم روماني.
- 29 يونيو – إدوارد مايا مغني روماني.

### يوليو
- 10 يوليو – رونالد جافريل ملاكم روماني.
- 31 يوليو – ريرز كوزدريورين لاعب كرة مضرب قبرصي.
- 31 يوليو – زولتان كيليمن متزلج فني روماني.

### أغسطس
- 15 أغسطس – بوجدان دينو ملاكم روماني.
- 17 أغسطس – ميهاي باربو ملاكم كيك بوكسينغ روماني.
- 23 أغسطس – أندرا مغنية رومانية.

### سبتمبر
- 6 سبتمبر – أندريا دي
- 7 سبتمبر – دراغوش غريغوري لاعب كرة قدم روماني.
- 22 سبتمبر – دانيال بارنا لاعب كرة قدم روماني.
- 30 سبتمبر – سوني فلايم مغني روماني.

### أكتوبر
- 16 أكتوبر – إينا مغنية وراقصة وفاعلة خيرية رومانية.
- 22 أكتوبر – ستيفان رادو لاعب كرة قدم روماني.
- 26 أكتوبر – كلارا فادينينو لاعبة كرة يد رومانية.

### ديسمبر
- 2 ديسمبر – كلاوديو كيشيرو لاعب كرة قدم روماني.

## وفيات

### يناير
- 1 يناير – فيرجيل إيوان (مواليد 1908) منافِس أوليمبي روماني.

### مارس
- 15 مارس – أليكسندرو جيوغارو (مواليد 1897) ممثل روماني.

### أبريل
- 22 أبريل – ميرتشا إلياده (مواليد 1907)

### يونيو
- 12 يونيو – صامويل زاوبر (مواليد 1907) لاعب كرة قدم روماني.